# クラクリュール

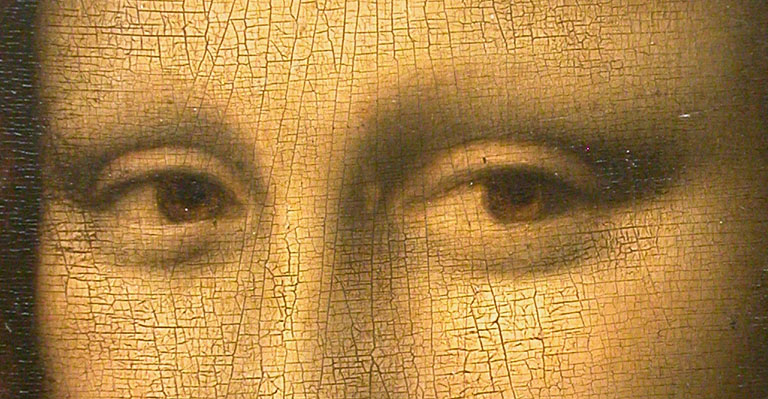
ポプラ板に油彩で描かれたレオナルド・ダ・ヴィンチの絵画『モナ・リザ』の表面に現れたクラクリュール

クラクリュール（仏: craquelure）、クラクルーア（英: craquelure）は、芸術の分野において、とくに年月を経た古い絵画の表面に見られる非常に細かい特徴的なひび割れを意味する美術用語。
絵画が描かれた時代の測定に使用されることがあり、絵画の経年変化とともに次第に現れるクラクリュールは人工的に制作するのが難しいことから、絵画の真贋鑑定にも大きな役割を果たしている。

## 本物のクラクリュール
クラクリュールの原因は複数存在する。まず、乾燥と経年変化によって絵の具（画肌保護のために塗布されることがあるワニスも含まれる）が弾力性を失い収縮することが原因で発生する。また、キャンバスを支持体として描かれた絵画の場合には、経年変化による木枠の緩みあるいは板の反りのために貼られている画布の張力が変化し、塗布されている絵の具に影響を及ぼすことがクラクリュールの原因となる。さらに、その絵画がどこで、いつ、どのような状態で描かれたかによって、それぞれ特徴的なクラクリュールとなって生じることがある。一般的に絵画中央にはクラクリュールが少なく、絵画端辺にはクラクリュールが多く発生する。
キャンバスの弛緩や伸張のために生じるクラクリュールは、絵の具の乾燥や経年変化によって生じるクラクリュールとはかなり異なっている。画布に塗布された絵の具やワニスの層（レイヤ）にかかる圧力が絵の具が持つ弾力の限界を超えると、圧力を逃がすためにその圧力がかかった方向に向かってほぼ直角に絵画表面の絵の具（ないしワニス）にひびが入る。絵画中央付近のひび割れは木枠の短辺側と平行に生じることが多く、中央部分から木枠の画布が留められた部分に向かって伸びていく。これに対して絵画の端辺から生じたひび割れは丸い渦巻き様の形状となって広がっていく。フランス絵画、イタリア絵画、オランダ絵画それぞれで異なったクラクリュールの様式（様相）が存在している。
人為的にクラクリュールを的確かつ精密に再現することはほとんど不可能とされているが、天火で焼いて乾燥させる、画肌をこするなど、自然発生のクラクリュールに近づけて再現しようとする試みは昔から行われてきた。しかしながらこれらの方法で再現されたクラクリュールは画一的な文様となることがほとんどで、自然発生した本物のクラクリュールが持つ不規則な文様とは異なるものである。クラクリュールの文様は使用されているあらゆる色調の顔料が持つ化学的性質、個々の画家たち独自の絵画技法、描かれている支持体の種類など様々な要因に左右される。絵画が保管されていた場所の温度、湿度も大きな影響を与え、クラクリュールを調べることによって、過去にその絵画がどのように扱われてきたか、どのように運搬されていたか、そしてどのような修復がなされてきたのかを判断することも可能である。

## 人為的クラクリュール
人為的に施されたクラクリュールは、新品の陶器や家具などに「アンティークな」外観を与える。対象物に適合する炭化水素化合物や油彩顔料を塗布し、化学薬品で処理することによってもたらされる効果で、この場合クラクリュールは規則的な文様となって表れる。処理する対象物に塗布するものとしてシェラックやアラビアガムが使用されることもある。
有名な絵画贋作者トニー・テトロ (en:Tony Tetro) はホルムアルデヒドの使用と、特殊な工程を経て絵画を天火で焼くことによって自然なクラクリュールを発生させることに成功し、レンブラント、ミロ、シャガールらの贋作を次々に制作して売りさばいた。また、ハン・ファン・メーヘレンは絵画にフェノール樹脂を塗って焼き、筒で巻くことによりクラクリュールを発生させた上で墨を塗って古みを出し、フェルメールなどの贋作を売りさばくことに成功した。
現在見られるクラクリュールは化学薬品によるものから経年変化に起因するものまで、さまざまな分野に広がっている。近年の装飾産業界では、アクリル顔料の発達によってガラス、セラミック、鉄などにも人為的なクラクリュールの技法を用いることが可能となった。ひび割れを目立たせるために銅、青銅、金などの金属粉を用いて陰影をつけることも珍しくない。人為的にクラクリュールを発生させる既存の製品を組み合わせることによって様々な大きさ、文様のクラクリュールを作り出すこともできる。
画像編集ソフトで知られる「Adobe Photoshop」など、デジタル画像に対してもクラクリュールの効果を与えるソフトウェアが存在している。